# Luana Patten
Luana Patten (* 6. Juli 1938 in Long Beach, Kalifornien; † 1. Mai 1996 ebenda) war eine US-amerikanische Schauspielerin.

## Leben
Schon 1946 wurde sie als Siebenjährige neben dem späteren Kinder-Oscar-Preisträger Bobby Driscoll in Walt Disneys Onkel Remus’ Wunderland zum Kinderstar. Auch in dem Nachfolgefilm Ein Champion zum Verlieben von 1948 spielte sie mit. Doch bereits im selben Jahr zog sie sich auf Drängen ihrer Eltern teilweise aus dem Filmgeschäft zurück, um eine anständige Schulausbildung außerhalb der Filmstudios zu genießen.
Nach ihrem Schulabschluss schaffte sie 1957 in dem patriotischen Familienfilm Johnny Tremain den erfolgreichen Sprung zurück auf die Filmleinwand, der ihr eine zweite Karriere als Teenager-Darstellerin sicherte. Es folgten Halbstarken-Filme wie Rock Pretty Baby (1956) oder Joe Dakota (1957) sowie Dramen und Western wie Zu jung (1958) und The Young Captives (1959).
Erst in den späten 1960er Jahren verabschiedete sie sich endgültig vom Filmgeschäft, blieb aber noch bis 1970 dem Fernsehen in Serien wie Daniel Boone, Polizeibericht und Adam 12 treu. Ihr letzter bekannter Auftritt vor der Kamera war die Rolle einer düsteren alten Dame in der Eröffnungsszene des Horrorfilms Grotesque von 1988 mit Linda Blair und Tab Hunter.
Luana Patten starb am 1. Mai 1996 im Alter von 57 Jahren in ihrem Haus in Long Beach an Atemstillstand. Sie wurde im Forest Lawn Memorial Park von Long Beach beerdigt.

## Filmografie (Auswahl)
- 1946: Little Mister Jim
- 1946: Onkel Remus’ Wunderland (Song of the South)
- 1947: Fröhlich, Frei, Spaß dabei (Fun and Fancy Free)
- 1948: Musik, Tanz und Rhythmus (Melody Time)
- 1948: Ein Champion zum Verlieben (So Dear to My Heart)
- 1956: Rock'n'Roll (Rock, Pretty Baby)
- 1957: Johnny Tremain
- 1957: Ein Toter kommt zurück (Joe Dakota)
- 1958: Zu jung (The Restless Years)
- 1958–1960: The Adventures of Ozzie and Harriet (Fernsehserie, 4 Folgen)
- 1959: Josh (Wanted: Dead or Alive, Fernsehserie, Folge 1x23)
- 1959: Der Totschläger (The Young Captives)
- 1960: Tausend Meilen Staub (Rawhide, Fernsehserie, Folge 2x13 Tod unter Eichen)
- 1960: Das Erbe des Blutes (Home from the Hill)
- 1960: The Music Box Kid
- 1961: Geh nackt in die Welt (Go Naked in the World)
- 1961: Massaker im Morgengrauen (A Thunder of Drums)
- 1966: Perry Mason (Fernsehserie, Folge 9x20 Der Fall mit dem poussierenden Pianisten)
- 1966: Vierzig Draufgänger (Follow Me, Boys!)
- 1966: Bonanza (Fernsehserie, Folge 8x07 Kopfprämie für Little Joe)
- 1967–1970: Polizeibericht (Dragnet 1967, Fernsehserie, 3 Folgen)
- 1968: They Ran for Their Lives
- 1969: Daniel Boone (Fernsehserie, Folge 6x10)
- 1970: Adam-12 (Fernsehserie, Folge 2x19)
- 1988: Grotesk – Kampf ums Überleben (Grotesque)